# Ruben Katoatau
Ruben Katoatau (ur. 9 lutego 1997 na Nauru) – kiribatyjski sztangista, olimpijczyk z Tokio 2020, mistrz Oceanii.
Podczas igrzysk olimpijskich w Tokio był chorążym reprezentacji Kiribati.
Jest młodszym bratem Davida Katoatau.

## Udział w zawodach międzynarodowych
| Impreza                                    | Rok  | Miejsce      | Kategoria | Wynik  | Wynik   |
| Impreza                                    | Rok  | Miejsce      | Kategoria | Dwubój | Miejsce |
| ------------------------------------------ | ---- | ------------ | --------- | ------ | ------- |
| Igrzyska olimpijskie                       | 2020 | Tokio        | do 67 kg  | 245    | 12.     |
| Mistrzostwa świata                         | 2019 | Pattaya      | do 67 kg  | DNF    | DNF     |
| Mistrzostwa Oceanii w podnoszeniu ciężarów | 2017 | Gold Coast   | do 69 kg  | 269    | 4.      |
| Mistrzostwa Oceanii w podnoszeniu ciężarów | 2018 | Le Mont-Dore | do 69 kg  | 270    | złoto   |
| Mistrzostwa Oceanii w podnoszeniu ciężarów | 2019 | Apia         | do 67 kg  | 282    | srebro  |